# Холан, Ариэль
Ариэ́ль Энри́ке Хола́н (исп. Ariel Enrique Holan; род. 14 сентября 1960, Ломас-де-Самора, Буэнос-Айрес) — аргентинский спортивный тренер. Наиболее известен благодаря работе в футбольном клубе «Индепендьенте», который привёл к победе в розыгрыше Южноамериканского кубка 2017.

## Биография
Ариэль Холан с детства увлекался футболом, выступал за различные команды в любительских лигах Ломаса. Однако на профессиональном уровне не выступал. Получил образование в области физического воспитания и на протяжении более чем 10 лет работал с различными аргентинскими командами по хоккею на траве. В 2003 году привёл женскую сборную Уругвая по хоккею на траве к бронзовым медалям Панамериканских игр в Санто-Доминго.
После этой победы Холану поступило предложение от Хорхе Бурручаги войти в тренерский штаб «Арсенала» из Саранди. Также Олан преподавал в ряде спортивных клиник в США. С тех пор, вплоть до 2015 года, Ариэль Холан работал тренером молодёжных или дублирующих составов, а также в качестве помощника главных тренеров в ряде знаменитых аргентинских клубов — «Эстудиантесе», «Индепендьенте», «Банфилде», «Архентинос Хуниорс» и в «Ривер Плейте».
В июне 2015 года впервые возглавил футбольный клуб в качестве главного тренера. «Дефенсу и Хустисию» Олан довёл до 1/4 финала Кубка Аргентины 2014/15, где команда уступила «Боке Хуниорс». В конце декабря 2016 года стал главным тренером «Индепендьенте». Менее чем через год, 13 декабря 2017 года, завоевал с «красными дьяволами» Южноамериканский кубок, обыграв в финальных матчах бразильский «Фламенго». 20 декабря Холан объявил о своей отставке из-за конфликта с «барра-бравас» «Индепендьенте» и опасения за безопасность своей семьи, но через два дня изменил своё решение.
Ариэль Холан, как и его дочери, является болельщиком «Индепендьенте».

## Титулы и достижения в качестве тренера
- Обладатель Южноамериканского кубка (1): 2017
- Бронзовый призёр Панамериканских игр (1): 2003 (хоккей на траве)
- Обладатель Кубка банка Суруга (1): 2018
- Обладатель Кубка Лиг (1): 2021